# برناردو فرنسيسكو
برناردو فرنسيسكو (28 أغسطس 1995 بسينترا في البرتغال - ) هو لاعب كرة قدم برتغالي في مركز حراسة المرمى.

## وصلات خارجية
- برناردو فرنسيسكو على موقع قاعدة بيانات كرة القدم.إي يو (الإنجليزية)
- برناردو فرنسيسكو على موقع Soccerway.com (الإنجليزية)